# عربی دمشقی
عربی دمشقی یکی از گویش‌های عربی شامی شمالی که بومی و رایج در دمشق است. استفاده از عربی دمشقی به دلیل اینکه در پایتخت کشور رایج است، در رسانه‌ها و بین گویشوران سایر گویش‌های کشور بسیار کاربرد دارد و بدین ترتیب گاه عبارت عربی سوری به این اطلاق گفته می‌شود هرچند آن شامل تمام گویش‌های عربی رایج در سوریه و گاه تمامی سرزمین شام می‌شود.